# 法人税法施行規則
法人税法施行規則（ほうじんぜいほうしこうきそく）とは、日本の法人税法 及び法人税法施行令 の規定に基づいて財務省の省令のひとつ。法人税法施行細則（1947年大蔵省令第30号）の全体を改正して1965年（昭和40年）、大蔵省令第12号として制定された。

## 構成
- 第1編 総則
  - 第1章 通則（第1条）
  - 第2章 公益法人等の範囲（第2条・第2条の2）
  - 第2章の2 適格組織再編成（第3条・第3条の2）
  - 第3章 収益事業の範囲（第4条-第8条の2の2）
  - 第4章 有価証券に準ずるものの範囲（第8条の2の3）
  - 第4章の2 信託の通則（第8条の3・第8条の3の2）
  - 第5章 連結納税の承認申請等（第8条の3の3-第8条の3の12）
- 第2編 内国法人の法人税
  - 第1章 各事業年度の所得に対する法人税
    - 第1節　各事業年度の所得の金額の計算
      - 第1款 受取配当等（第8条の4・第8条の5）
      - 第1款の2 資産の評価益（第8条の6）
      - 第1款の3 棚卸資産の評価（第9条・第9条の2）
      - 第2款 減価償却資産の償却（第9条の3-第21条の2）
      - 第3款 繰延資産の償却（第21条の3・第22条）
      - 第3款の2 資産の評価損（第22条の2）
      - 第3款の3 役員の給与等（第22条の3・第22条の4）
      - 第4款 寄附金（第22条の5-第24条の2）
      - 第5款 圧縮記帳（第24条の3-第25条）
      - 第6款 引当金（第25条の2-第25条の8）
      - 第7款 繰越欠損金（第26条-第26条の6）
      - 第7款の2 短期売買商品（第26条の7・第26条の8）
      - 第8款 有価証券（第26条の9-第27条の6）
      - 第9款 デリバティブ取引（第27条の7）
      - 第10款 ヘッジ処理（第27条の8・第27条の9）
      - 第11款 外貨建資産等の換算等（第27条の10-第27条の13）
      - 第11款の2 連結納税の開始等に伴う資産の時価評価（第27条の13の2）
      - 第11款の3 分割等前事業年度等における連結法人間取引の損益（第27条の13の3）
      - 第11款の4 組織再編成に係る所得の金額の計算（第27条の14-第27条の16の2）
      - 第11款の5 工事未収入金の帳簿価額の調整（第27条の16の3）
      - 第11款の6 公益法人等が普通法人に移行する場合の所得の金額の計算（第27条の16の4）
      - 第11款の7 一括償却資産（第27条の17-第27条の19）
      - 第11款の8 確定給付企業年金の掛金等（第27条の20）
      - 第12款 借地権等（第27条の21）
      - 第13款 資産に係る控除対象外消費税額等の損金算入（第28条-第28条の4）

    - 第2節 税額の計算（第29条-第30条）
    - 第3節 申告、納付及び還付
      - 第1款 中間申告（第31条-第33条）
      - 第2款 確定申告（第34条-第36条の3）
      - 第3款 還付（第36条の4）

  - 第1章の2 各連結事業年度の連結所得に対する法人税
    - 第1節 各連結事業年度の連結所得の金額の計算
      - 第1款 個別益金額又は個別損金額（第36条の5・第37条）
      - 第2款 寄附金（第37条の2）
      - 第3款 繰越欠損金（第37条の3・第37条の3の2）

    - 第2節 税額の計算（第37条の4-第37条の7）
    - 第3節 申告、納付及び還付
      - 第1款 連結中間申告（第37条の8-第37条の10）
      - 第2款 連結確定申告（第37条の11-第37条の15）
      - 第3款 個別帰属額等の届出（第37条の16・第37条の17）
      - 第4款 還付（第38条）

  - 第2章 退職年金等積立金に対する法人税（第39条-第41条）
  - 第3章 清算所得に対する法人税及び継続等の場合の課税の特例
    - 第1節 解散の場合の清算所得に対する法人税（第42条-第50条）
    - 第2節 継続等の場合の課税の特例（第51条）

  - 第4章 青色申告（第52条-第60条）
  - 第5章 更正（第60条の2）
- 第3編 外国法人の法人税
  - 第1章 各事業年度の所得に対する法人税（第60条の3-第61条）
  - 第2章 退職年金等積立金に対する法人税（第61条の2）
  - 第3章 青色申告（第62条）
- 第4編 雑則（第63条-第68条）
- 附則